# Дихромат натрия
Дихрома́т на́трия (бихромат натрия, натриевый хромпик) — неорганическое химическое соединение, натриевая соль дихромовой кислоты. Существует дигидрат дихромата натрия (Na2Cr2O7·2H2O) и безводная соль.
Полупродукт в производстве хрома, практически вся хромовая руда перерабатывается в дихромат натрия.
Следует учитывать, что дихромат натрия очень токсичен.

## Химические свойства
С точки зрения реакционной способности и внешнего вида дихромат натрия и дихромат калия очень похожи. Соль натрия, однако, в двадцать раз лучше растворяется в воде, чем соль калия (49 г/л при 0 °C) и её эквивалентная масса также меньше — поэтому она является наиболее часто используемым веществом.
Схожестью хромовой кислоты и дихромата натрия является их общее свойство — они являются сильными окислителями. По отношению к калийной соли, основным преимуществом дихромата натрия является его большая растворимость в воде и в полярных растворителях, например в уксусной кислоте.
В области органического синтеза это соединение окисляет бензилы и аллильную группу C—H соединений до карбонильных производных. Так, например, 2,4,6-тринитротолуол окисляется до соответствующих карбоновых солей. Кроме того, 2,3-диметилнафталин (англ. 2,3-dimethylnaphthalene) окисляется в присутствии Na2Cr2O7 до 2,3-нафтилдикарбоновой кислоты (англ. 2,3-naphthalenedicarboxylic acid).
В кислой среде восстанавливается до солей хрома(III). Например, он окисляет галогенид-ионы галогенводородных кислот до свободных галогенов:
{\displaystyle {\mathsf {Na_{2}Cr_{2}O_{7}+14HCl\rightarrow 2CrCl_{3}+3Cl_{2}\uparrow +2NaCl+7H_{2}O}}}
Также в кислой среде при pH 3,0—3,5 обладает способностью окислять металлическое серебро:
{\displaystyle {\mathsf {6Ag+Cr_{2}O_{7}^{2-}+14H^{+}+6e^{-}\rightarrow 6Ag^{+}+2Cr^{3+}+7H_{2}O}}}
Кристаллический дихромат натрия при нагревании с серой и углеродом восстанавливается до оксида хрома(III):
{\displaystyle {\mathsf {Na_{2}Cr_{2}O_{7}+S\rightarrow Cr_{2}O_{3}+Na_{2}SO_{4}}}}
{\displaystyle {\mathsf {2Na_{2}Cr_{2}O_{7}+3C\rightarrow 2Cr_{2}O_{3}+2Na_{2}CO_{3}+CO_{2}\uparrow }}}
Водные растворы дихромата натрия обладают дубящими свойствами, в частности, задубливают желатин.

## Получение
Дихромат натрия образуется в больших масштабах из руд, содержащих оксид хрома(III).
Сначала руду сплавляют, как правило, с карбонатом натрия при температуре около 1000 °C в присутствии воздуха (источник кислорода):
{\displaystyle {\ce {2 Cr2O3 + 4 Na2CO3 + 3 O2 -> 4 Na2CrO4 + 4 CO2 ^}}}
На данном этапе другие компоненты руды, такие как алюминий и железо, плохо растворимы. Окисление в результате реакции водного экстракта серной кислоты или углекислого газа даёт дихромат натрия, который выделяется как дигидрат при кристаллизации. 
Соединения хрома(VI) являются токсичными, поэтому производства, где он образуется в виде пыли, должны подчиняться строгим правилам промышленной безопасности. Например, чтобы снизить его токсичность, его сливают в сточные воды, где происходит восстановление с получением хрома(III), который менее опасен для окружающей среды.

## Использование
Используют при дублении кож и в электрических элементах, как компонент биозащитных составов для древесины.

## Опасность применения
Как и все соединения шестивалентного хрома, дихромат натрия очень токсичен. Кроме того, он известный канцероген. Вещество очень токсично для водных организмов, может вызвать долговременные изменения в водной экосистеме.